# Yak-21 (航空機)
Yak-21(Jak-21；ヤク21；ロシア語:Як-21ヤーク・ドヴァーッツァチ・アヂーン)は、ソ連のヤコヴレフ設計局で開発された教育訓練機。

## 概要
Yak-21は、Yak-15多目的戦闘機の複座練習機型として開発された。当初はYak-YuMO «ヴィヴォズノーイ»(Як-ЮМО «вывозной»ヤーク・ユーマ・ヴィヴァズノーイ)、Yak-15V «ヴィヴォズノーイ»(Як-15В «вывозной»ヤーク・ピトナーッツァチ・ヴェー・ヴイヴァズノーイ)、Yak-15UT(Як-15УТヤーク・ピトナーッツァチ・ウーテー)などと呼ばれた。この機体はその後Yak-21と改称されたが、Yak-21V(Як-21Вヤーク・ドヴァーッツァチ・アヂーン・ヴェー)と呼ばれることもあった。Yak-21Vは1946年に初飛行は果たしたものの、本格生産型であるYak-17は生産に入ったため、Yak-15の複座練習機型は不要となりYak-21Vは制式採用はされなかった。一方、当初Yak-15Uとして開発が進められたYak-17の複座型として、Yak-17RD10と呼ばれる機体が開発された。この機体は別名Yak-21T(Як-21Т «тренировочный»ヤーク・ドヴァーッツァチ・アヂーン・テー・トリニローヴァチュヌィイ)と呼ばれ、1947年9月17日にYak-17UTIとして制式採用となった。

## スペック

### Yak-21V
- 初飛行：1946年
- 翼幅：9.20 m
- 全長：8.70 m
- 全高：2.27 m
- 翼面積：14.85 m2
- 空虚重量：1,889 kg
- 離陸重量：2,650 kg
- 発動機：RD-10(РД-10) ターボジェットエンジン ×1
- 出力：900 kg/s
- 最高速度：754 km/h
- 最高速度(地表高度)：697 km/h
- 巡航速度：689 km/h
- 実用航続距離：380 km
- 実用飛行上限高度：12,000 m
- 乗員：2 名
- 武装：なし

## 運用国
- ソ連